# GP Slovenian Istria
De GP Slovenian Istria, tot 2018 Grote Prijs van Izola geheten, is een eendaagse wielerwedstrijd in de regio Obalnokraška, Slovenië. De wedstrijd maakt deel uit van de UCI Europe Tour, in de categorie 1.2. Van 2014-2019 vond de wedstrijd variërend van 23 februari - 1 maart plaats. Van 2021-2023 variërend van 19 - 21 maart.

## Lijst van winnaars

### Overwinningen per land
| Zeges | Land                        |
| ----- | --------------------------- |
| 03    | Italië                      |
| 02    | Oostenrijk, Polen, Slovenië |
| 01    | België, Servië              |

2005 · 
2006 · 
2007 · 
2008 · 
2009 · 
2010 · 
2011 · 
2012 · 
2013 · 
2014 · 
2015 · 
2016 · 
2017 ·
2018 ·
2019 ·
2020 ·
2021 ·
2022 ·
2023 ·
2024 ·
2025
Belangrijkste etappewedstrijden

Internationaal Wegcriterium · Driedaagse Brugge-De Panne · Ronde van de Alpen · Vierdaagse van Duinkerke · Ronde van Beieren · Ronde van Noorwegen · Ronde van België · Ronde van Luxemburg · Ronde van Oostenrijk · Ronde van Wallonië · Ronde van Burgos · Ronde van Denemarken · Arctic Race of Norway · Ronde van Groot-Brittannië
Belangrijkste eendaagse wedstrijden

Trofeo Laigueglia · GP Lugano · GP Nobili Rubinetterie · Dwars door Vlaanderen · Scheldeprijs · Brabantse Pijl · GP Kanton Aargau · Brussels Cycling Classic · GP Fourmies · Primus Classic Impanis-Van Petegem · Ronde van de Drie Valleien · Milaan-Turijn · Ronde van Piemonte · Ronde van het Münsterland · Ronde van Emilia · Parijs-Tours · GP Bruno Beghelli